# Cavallets de Mataró
Els Cavallets de Mataró són una comparsa festiva, creada el 1992 per l'Entitat Folklòrica Catalana de Mataró, i es compon de vuit figures construïdes al taller El Ingenio de Barcelona. Des del 2002 forma part de la Passada de Les Santes. El 2011 es van estrenar quatre cavallets petits, que completen la família. En el seu cas van ser elaborats per Sergio Laniado, del taller La Closka de Mataró.
Els Cavallets de Mataró han participat en els Aplecs Internacionals d'Adifolk a Grenoble (França), Verona (Itàlia) i Perpinyà (Catalunya Nord). Durant l'any, participen en algunes festes dels veïnats de Mataró, en mostres de bestiari i en cercaviles on siguin convidats.
Els cavallets són una comparsa molt estesa als Països Catalans i també arreu d'Europa. A Mataró no se’n tenia notícia, però segons el folklorista Joan Amades, antigament al Maresme havien sortit grups de cavallets per Carnestoltes.
Els Cavallets de Mataró són propietat de l'Entitat Folklòrica Catalana de Mataró, a la qual també pertanyen els Bastoners de Mataró, l'esbart Dansaires d'Iluro i l'escola de puntes El Boixet.